# Théâtre d’Opéra Spatial
Théâtre d’Opéra Spatial – obraz stworzony przy pomocy oprogramowania wykorzystującego sztuczną inteligencję o nazwie Midjourney, według podpowiedzi artysty Jasona M. Allena. Obraz wygrał 5 września 2022 roku doroczny konkurs malarski Colorado State Fair, stając się jednym z pierwszych obrazów wygenerowanych przez sztuczną inteligencję, które zdobyły taką nagrodę.
Zwycięstwo w konkursie obrazu wygenerowanego komputerowo wywołało sprzeciw artystów, którzy oskarżyli Allena o oszustwo. Allen odpowiedział, że nie zamierza przepraszać, ponieważ wygrał i nie złamał żadnych zasad.
Dwóch sędziów konkursowych nie było świadomych, że Midjourney używa sztucznej inteligencji do generowania obrazów, choć później stwierdzili, że gdyby o tym wiedzieli, to i tak przyznaliby Allenowi główną nagrodę.
Obraz, utworzony przy użyciu opisu tekstowego, został przeskalowany za pomocą programu Gigapixel AI.